# Josef Nikolaus Geis
Josef Nikolaus Geis (* 10. Juni 1892 in München; † 1. September 1952 ebenda) war ein in München tätiger Künstler, Illustrator und Graphiker.

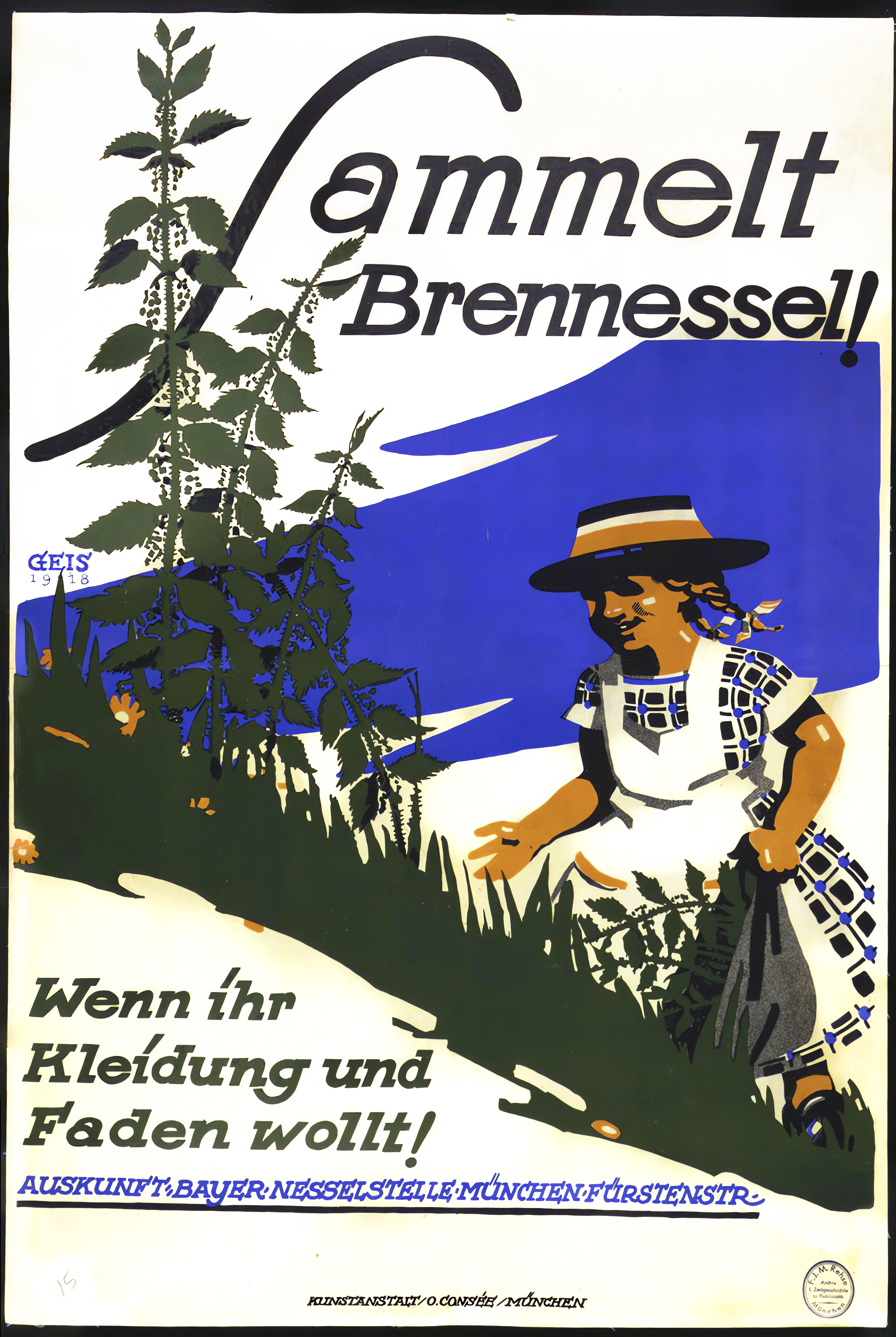
Plakat von Josef Geis (1918)

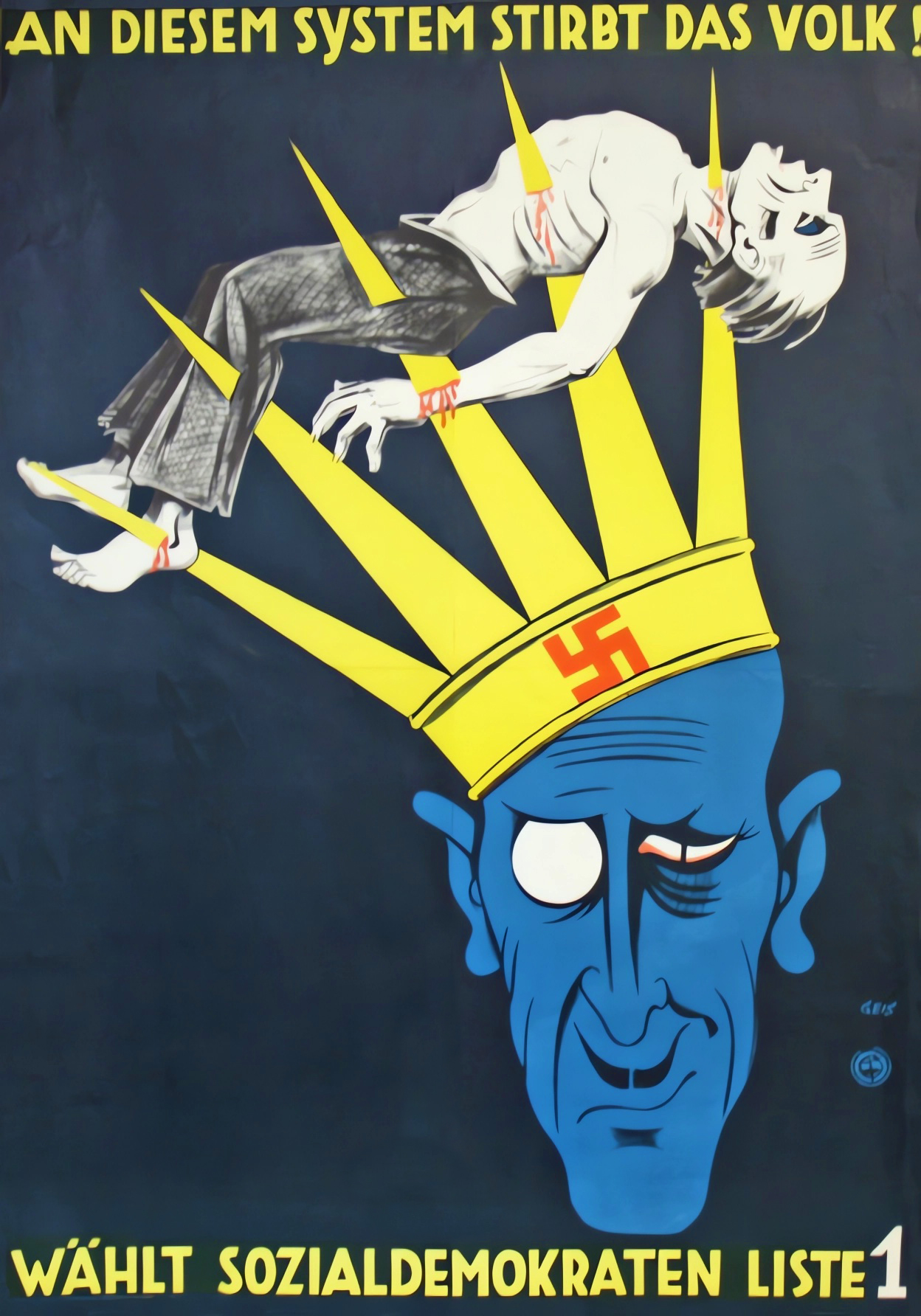
Wahlplakat aus dem Jahr 1932

## Leben und Karriere
Josef Geis malte für die humoristische Wochenschrift Fliegende Blätter, später für die Münchner Kunst- und Literaturzeitschrift Jugend, für die er oft die Titelseite gestaltete.
Für die SPD gestaltete er Plakate gegen den Nationalsozialismus. 1929 entwarf er ein Plakat mit dem Stereotyp des „vertierten Bolschewisten“.
Er war ein Enkel des Volkssängers Jakob Geis, sein Vater war der Schauspieler und Sänger Josef Geis (1867–1940) und sein Bruder der Dramaturg und Drehbuchautor Jacob Geis.

## Plakate
- Absolvia Luitpoldiana, 1912
- Fest der Kunstgewerbeschüler
- Sammelt Brennessel! – Wenn ihr Kleidung und Faden wollt!
- Rot ist dein Tod. Hausbesitz wähle Liste 12, 1929
- Faschings-Festzug-Muenchen, 1929
- An diesem System stirbt das Volk – wählt Sozialdemokraten Liste 1, 1932

## Illustrierte Bücher
- Walter Leipziger: Die sieben Schwaben. Vier Tannen Verlag, Berlin 1950.
- Anders Christian Westergaard: Klein-Ingrid : Fröhliche Erlebnisse eines kleinen Mädchens in einer grossen Stadt. Schneider, Augsburg 1953.
- Hans Bachwitz: Bibimatz, Lebenskarambolagen eines Schlehmils. Neue Folge, Braun & Schneider, München 1928.